# Collett's Bridge
Collett's Bridge is een gehucht in het Engelse graafschap Cambridgeshire. Het gehucht ligt in de civil parish van Elm, in het district Fenland en telt circa 70 inwoners.